# Überackern
Überackern è un comune austriaco di 685 abitanti nel distretto di Braunau am Inn, in Alta Austria.